# Hendrik Schim

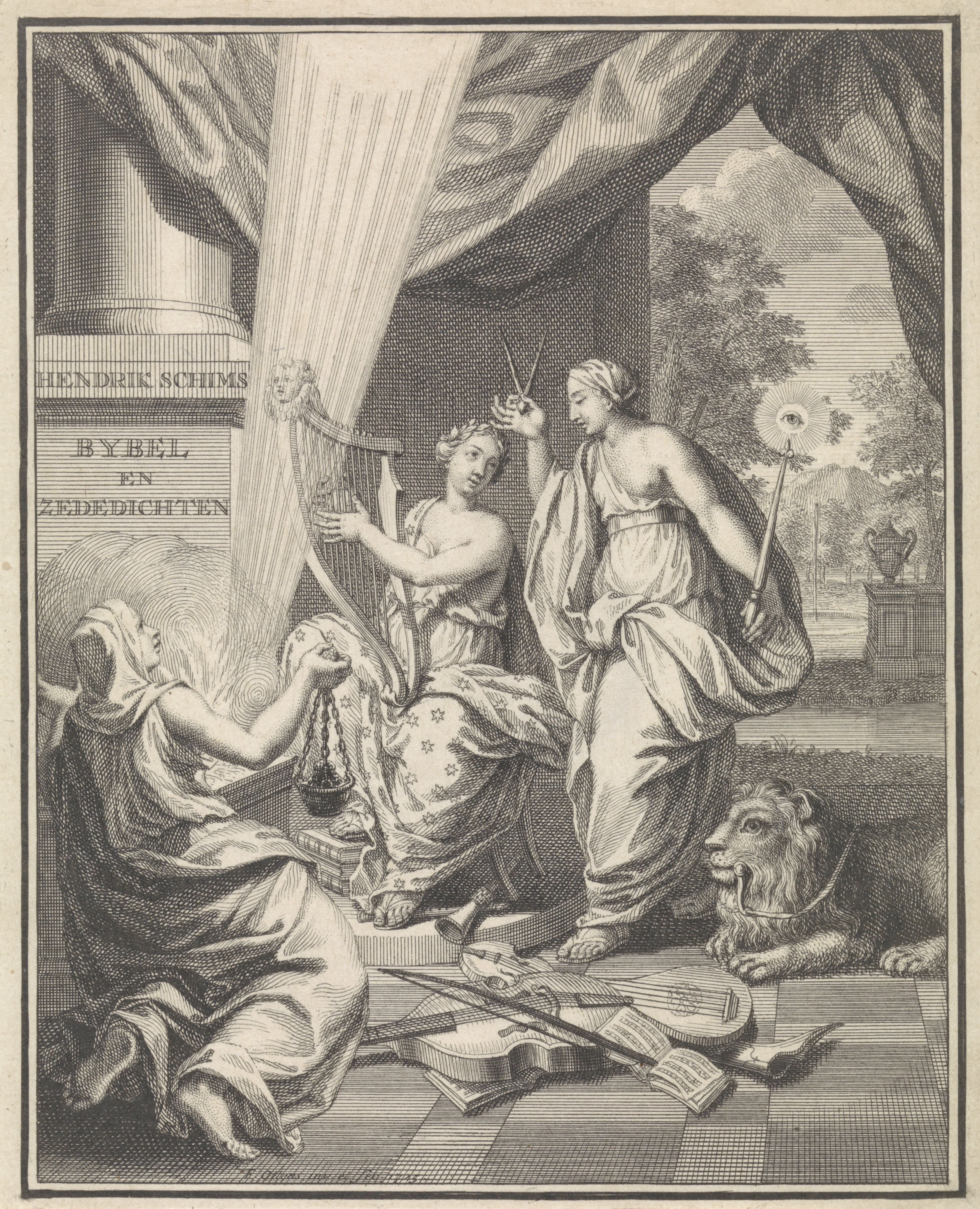
Titelpagina voor Hendrik Schims', Bybel en Zededichten

Hendrik Schim (Maassluis, 27 oktober 1695 – aldaar, 30 juli 1742) was van beroep een looier en leerhandelaar, maar ook sterrenkundige en een beroemde dichter van voornamelijk religieuze en rustieke poëzie. Hij was de zoon van dichter Pieter Schim en de oudere broer van dichter Jacob Schim. 

## Biografie
Hij trouwde in 1723 met Anna Buis. Via familie in Amsterdam wist hij in contact te blijven met grootstedelijke intellectuelen en hij had een neef met dezelfde naam die naast looier ook reder was. 
Hendrik was de enige van zijn familie die serieuze aandacht trok van de lokale regenten en patriciërs, mensen zoals Pieter de la Rue en Balthasar Huydecoper. Ook werd hij gezien als een van de belangrijkste levende Nederlandse dichters.

## Werk

### Dichtbundels
Schim bracht vanaf zijn begin-periode al een aantal religieuze dichtbundels uit, waaronder Bybelpoëzy in 1723,Bybel en zededichten in 1726  en de Heerlykheit van Kristus en de Kerk in 1733. 
Het biografisch woordenboek van Geysbeek schrijft over zijn religieuze gedichten:
Deze drie dichtbundels behelzen meestal stukken van Bijbelschen en stichtelijken inhoud. Zijne Bijbelpoëzij bepaalt zich niet tot het letterlijk berijmen van schriftuurplaatsen, en houdt zich geenszins aan de woorden der Heilige Schrift, maar heeft veel fraais, krachtigs en vernuftigs.
Dichttaferelen uit 1737 heeft een andere inslag en bevat gedichten over de schoonheid van het platteland, namelijk Koningsrust en Havezicht, gevolgd door twee gedichten genaamd Zinnebeelden en Zedezangen met een morele en stichtelijke toon. In deze dichtbundel probeert Schim voornamelijk het meer simpele en rustige leven op het platteland in contrast te zetten tegen het rumoerige stadse leven. Ook vergelijkt hij de kleding van plattelanders met de stedelingen, mensen op het platteland kleding zich tijdens evenementen in nette en ouderwetse kledij, met veel goud en sieraden.  

### Losse werken
Zijn oudste dichtwerk is een introductie op Pieter le Clercq's Huwlyks Mintafereel Leerdicht in 1722  enkele jaren voor zijn vaders publicaties. Verder schreef hij in 1730 een uitleg voor de titelplaat van Levensbeschryving van Beroemde en Geleerde Mannen 
Voor Arnoud van Halen's Pan Poëticon Batavûm schreef hij niet alleen zelf een gedicht, er werd ook een gedicht aan hem opgedragen door zijn vriend en mede-dichter Arnold Hoogvliet  Een andere dichter die een gedicht aan hem opdroeg was Adriaan van Vliet.
De jaren daarna zou hij nog vele malen samen met zijn broer en vader publiceren, zoals 
zijn ode in Op het Maassluische Orgel in 1734. De schenker van dit orgel was de reder Govert van Wijn, een neef van Hendrik.   en in Aegidius Francken's Het Heilige Offerlam.  